# Axel Merz
Axel Merz (geboren 1957) ist ein deutscher literarischer Übersetzer.

## Leben
Axel Merz arbeitete fünf Jahre beim Bundesgrenzschutz und studierte danach Archäologie und Naturwissenschaften an der Universität Bonn mit dem Abschluss als Diplom-Chemiker. Er begann 1994 mit dem Übersetzen von Belletristik und Sachliteratur. Er ist Übersetzer unter anderem von Werken von Isaac Asimov, Dan Brown, Lincoln Child, Ann Granger, Philip Kerr, Jonathan Miles und Laurence van Cott Niven. Er lebt in der Nähe von Heidelberg.